# AOA Black
AOA Black é uma subunidade do grupo feminino sul-coreano AOA (um acrónimo para Ace of Angels; hangul: 에이오에이) formada pela FNC Entertainment. A unidade é atualmente constituída por uma única integrante: Youkyung. A formação original incluia Choa, Mina, Jimin e Yuna que saíram em 2017, 2019, 2020 e 2021 respetivamente. A integrante Youkyung saiu da gravadora em outubro de 2016, no entanto ainda faz parte, como convidada. O grupo teve sua primeira aparição no videoclipe de Elvis do grupo AOA que foi lançado em 30 de julho de 2012, mas só teve seu próprio videoclipe no ano de 2013.

## História
Durante o começo de 2013, FNC Entertainment oficialmente anunciou a formação da sub-unidade. No começo de julho do mesmo ano, a gravadora começou a fornecer teasers dos membros em sua próxima estreia.
Seu álbum single de estreia, Moya, foi lançado em 26 de julho de 2013. O single ficou em primeiro lugar em diversas paradas musicais coreanas. As vendas feitas através de downloads foram superiores à 170 mil e as vendas feitas através de CDs físicos ultrapassaram 2,600 de acordo com o Gaon Music Chart.
AOA Black fez sua primeiro aparição de retorno na transmissão km Music Triangle do dia 10 de outubro com a performance da versão banda de "Get Out". A banda fez sua segunda aparição no 12 de outubro transmissão do Music Bank.
Em uma entrevista feita por FNC em janeiro de 2016, foi anunciado que a banda provavelmente irá ter o seu retorno.
Em 22 de junho de 2017, Choa anunciou sua saída do AOA através de sua conta oficial no Instagram. Inicialmente, a FNC Entertainment negou a declaração, porém em 30 de junho, foi confirmado que Choa deixou o grupo.
Em 13 de maio de 2019, Mina deixou o AOA. Segundo a FNC, Mina decidiu seguir outros caminhos para realizar os seus sonhos. Para respeitar a sua escolha, decidimos sobre o término do contrato e sua saída do grupo. Cerca de um ano e dois meses mais tarde, Mina revelou que o verdadeiro motivo pelo qual saiu do AOA, foi porque Jimin, líder do AOA, fazia bullying com ela.
No dia 3 de julho de 2020, Mina em sua conta no Instagram revelou que saiu do AOA porque Jimin, líder do AOA, fazia bullying com ela, e por conta disso ela chegou a sofrer transtornos de depressão e ansiedade, além de tentativa de suicídio, o que a fez sair do grupo. Entretanto Jimin negou que tenha feito isso com ela e disse que isso era apenas uma "ficção". Horas depois, Mina publicou uma foto com o braço machucado depois da sua tentativa de suicídio.
Por conta de toda a polemica, no dia 4 de julho, a FNC Entertainment anunciou que Jimin deixou de ser membro do AOA e não faz mais parte da indústria do K-Pop.

## Integrantes
- Youkyung (hangul: 유경), nascida Seo Youkyung (hangul: 서유경) em Seul, Coreia do Sul em 15 de março de 1993 (32 anos).

### Ex-integrantes
- Choa (hangul: 초아), nascida Park Cho-ah (hangul: 박초아) em Incheon, Coreia do Sul em 6 de março de 1990 (35 anos).
- Jimin (hangul: 지민), nascida Shin Ji-min (hangul: 신지민) em Seul, Coreia do Sul em 8 de janeiro de 1991 (34 anos).
- Yuna (hangul: 유나), nascida Seo Yu-na (hangul: 서유나) em Busan, Coreia do Sul em 30 de dezembro de 1992 (32 anos).
- Mina (hangul: 민아), nascida Kwon Min-ah (hangul: 권민아) em Busan, Coreia do Sul em 21 de setembro de 1993 (31 anos).

## Discografia
Singles
| Título                                                                                   | Ano  | Maior posição nas paradas | Maior posição nas paradas | Álbum |
| Título                                                                                   | Ano  | KOR Gaon                  | KOR Hot 100               | Álbum |
| ---------------------------------------------------------------------------------------- | ---- | ------------------------- | ------------------------- | ----- |
| "Moya"                                                                                   | 2013 | 33                        | 21                        | Moya  |
| "—" indica lançamentos que não figuraram nas paradas ou não foram lançados nessa região. |      |                           |                           |       |

## Filmografia

### Videoclipes
| Ano  | Título                | Papel | Integrante(s) |
| ---- | --------------------- | ----- | ------------- |
| 2012 | AOA - ELVIS           | -     | AOA           |
| 2012 | AOA - ELVIS band ver. | -     | AOA Black     |
| 2012 | AOA - Get Out         | -     | AOA           |
| 2013 | AOA - MOYA            | -     | AOA Black     |